# جان ریتر
جان ریتر (انگلیسی: John Ritter؛ زاده ۱۷ سپتامبر ۱۹۴۸ درگذشته ۱۱ سپتامبر ۲۰۰۳) بازیگر اهل ایالات متحده آمریکا بود. وی بین سال‌های ۱۹۶۸ تا ۲۰۰۳ میلادی فعالیت می‌کرد.
از فیلم‌های معروف او می‌توان به بازی در فیلم معبر وحشت، کودک دردسرساز، سایه یک شک، روزی که مردم زود بیدار شدم، میمون زرنگ، هکس، وحشت و زندانی خیابان دوم اشاره کرد.